# ألدو كروز
ألدو كروز (بالإسبانية: Aldo Cruz) (24 سبتمبر 1997 بموريليا في المكسيك - ) هو لاعب كرة قدم مكسيكي في مركز الوسط. لعب مع نادي أمريكا.

## وصلات خارجية
- ألدو كروز على موقع قاعدة بيانات كرة القدم.إي يو (الإنجليزية)
- ألدو كروز على موقع Soccerway.com (الإنجليزية)
- ألدو كروز على موقع عالم كرة القدم.نت (الإنجليزية)